# Esmań (hromada Bereza)
Esmań (ukr. Есмань) – osiedle na Ukrainie, w obwodzie sumskim, w rejonie szosteckim, w hromadzie Bereza. W 2001 liczyło 50 mieszkańców.